# Coryphaeschna apeora
Coryphaeschna apeora är en trollsländeart som beskrevs av Paulson 1994. Coryphaeschna apeora ingår i släktet Coryphaeschna och familjen mosaiktrollsländor. Inga underarter finns listade i Catalogue of Life.